# Goodbye Angels
Singles de Red Hot Chili Peppers
Sick Love
(2016) Black Summer
(2022)
Clip vidéo
[vidéo] « Goodbye Angels », sur YouTube
Goodbye Angels est une chanson du groupe de rock américain Red Hot Chili Peppers sortie en single le 4 avril 2017 comme quatrième et dernier extrait de l'album The Getaway.

## Clip
Le clip, qui est dévoilé le 9 mai 2017, est réalisé par Thoranna Sigurdardottir (qui avait filmé le clip de Go Robot) avec l'actrice Klara Kristin.

## Classements hebdomadaires
| Classement (2017)                         | Meilleure position |
| ----------------------------------------- | ------------------ |
| États-Unis (Alternative Songs)            | 25                 |
| États-Unis (Hot Rock & Alternative Songs) | 31                 |